# 溫宇航
溫宇航（1971年—），出生於中國北京，京、崑劇表演藝術家。畢業自北京戲曲學校崑劇班，師承馬玉森、滿樂民、朱世藕、沈世華、張毓雯、傅雪漪、劉國慶等。並獲南崑藝術家蔡正仁、岳美緹、汪世瑜、石小梅、張洵澎、王泰祺、樂漪萍等人指導。1988年就職於北京北方崑曲劇院，為北京文化局二十一世紀重點藝術人才，在德國被稱為「中國藝術家的明星」。1999年應美國紐約林肯表演藝術中心之邀演出足本《牡丹亭》（陳士爭導演），享譽全球。2010年正式加盟國立傳統藝術中心國光劇團並定居臺灣，現為國光劇團一等演員。

## 經歷
1988年就職於北京北方崑曲劇院，受洪雪飛老師器重，主要代表劇碼有《牡丹亭》《白蛇傳》《偶人記》《晴雯》等。
1999年應美國紐約林肯表演藝術中心之邀演出足本《牡丹亭》（陳士爭導演），先後赴法國、義大利、澳洲、丹麥、奧地利德國、新加坡等國家巡演。
2005年，應台灣蘭庭崑劇團邀請演出《獅吼記》，從此結下台灣的藝術表演之路。此後陸續演出《尋找遊園驚夢》《蘭庭六記》《明皇幸蜀圖—長生殿》《玉簪記》《又見百變崑生》《移動的牡丹亭》等劇目，都深獲台灣觀眾喜愛。《蘭庭六記》更獲臺灣金曲獎「最佳傳統音詮釋獎」。
2007年起，與國光劇團合作主演《李慧娘》《新繡襦記》，開啟京劇專業表演。2010年正式加盟國光劇團，參與主演新編京、崑作品有《百年戲樓》《梁山伯與祝英台》《水袖與胭脂》《康熙與鰲拜》《十八羅漢圖》《西施歸越》《孝莊與多爾袞》《孟麗君》《定風波》《天上人間．李後主》《夢紅樓．乾隆與和珅》，與台日跨界創作《繡襦夢》等。
2012年正式拜京劇表演藝術家姜（妙香）派重要傳人林懋榮先生為師，曾獲金曲獎個人「最佳傳統音樂詮釋獎」、全球中華文化藝術薪傳獎。

## 演出作品
崑劇
- 《西廂記》
- 《荊釵記》
- 《范蠡與西施》[2]
- 《琵琶記》

新編崑劇
- 《梁山伯與祝英台》

京劇
- 《鳳還巢》
- 《百花公主》
- 《豆汁記》
- 《白蛇傳》
- 《孟麗君》

新編京劇
- 《水袖與胭脂》
- 《西施歸越》
- 《十八羅漢圖》
- 《康熙與鰲拜》
- 《孝莊與多爾袞》
- 《夢紅樓．乾隆與和珅》
- 《定風波》
- 《天上人間．李後主》
- 《豔后和她的小丑們》

京劇舞台劇
- 《百年戲樓》

溫宇航還曾參與指導「牡丹亭」的製作，將崑劇與他藝術元素結合，「牡丹亭」被世界木偶協會美加分會選為2000年度大獎作品。

## 獲獎
1994年，榮獲崑劇青年演員蘭花優表演獎；1998年，榮獲二十一世紀優秀藝術家獎；2013年，榮獲第20屆「全球中華文化藝術薪傳獎」。

## 外部連結
- 溫宇航臉書